# Montereale
Montereale là một đô thị ở tỉnh L'Aquila, vùng Abruzzo của Italia. Đô thị này có diện tích 104 km2, dân số 2893 người. Montereale có các làng: Aringo, Busci, Cabbia, Castello, Castiglione, Cesaproba, Colle, Ville Di Fano - Lonaro, Marana, San Giovanni, Santa Vittoria, Verrico, Casale Bottone, Cavagnano, Cavallari, Colle Calvo, Colle Verrico, Marignano, Pellescritta, Santa Lucia, San Vito, San Giovanni, Paganica
Đô thị này giáp các đô thị: Amatrice (RI), Barete, Borbona (RI), Cagnano Amiterno, Campotosto, Capitignano, Cittareale (RI), Pizzoli, Posta (RI)